# Mappa rosa

La rivendicazione portoghese contenuta nella mappa rosa

La mappa rosa (in portoghese mapa cor-de-rosa) fu un progetto geopolitico del colonialismo portoghese sul finire del XIX secolo.
Si trattava di una mappa, prodotta dalla Società geografica di Lisbona nel 1886 e resa pubblica nel 1887, in cui erano colorati in rosa (da cui il nome) non solo i territori dell'Africa Occidentale Portoghese (attuale Angola) e dell'Africa Orientale Portoghese (attuale Mozambico), ma anche la vasta area situata tra queste due colonie (corrispondente agli attuali Zambia, Zimbabwe e Malawi), che non era stata ancora rivendicata da alcuna potenza coloniale europea.
Il progetto portoghese era in contrasto con i disegni dell'Impero britannico, che mirava ai medesimi territori rivendicati nella mappa rosa per il suo obiettivo di collegare in un'unica area contigua i suoi possedimenti africani, "dal Cairo a Città del Capo". Di conseguenza sorse una disputa tra i due Stati (pure storicamente alleati), culminata nell'ultimatum britannico del 1890 e in un trattato in cui il Portogallo cedeva alle rimostranze britanniche, con un grave danno d'immagine per la monarchia portoghese.